# 玉柴國際
中國玉柴國際有限公司，簡稱中國玉柴國際、玉柴國際，（英語：China Yuchai International Limited，：CYD）是一家新加坡和中国合资公司。

## 历史
在1993年由新加坡豐隆亞洲有限公司分拆成立。現時業務在中國、新加坡經營柴油機械、房地產和消費電子產品，總部位於16 Raffles Quay, #26-00 Hong Leong Building, Singapore 048581和16 Raffles Quay, #39-01A Hong Leong Building, Singapore 048581（營運場地）。股份在1993年4月29日於紐約證券交易所上市，成為首家新加坡企業來到美國與巴西上市。

## 連結
- CYILimited.com （页面存档备份，存于）